# Човјекова судбина (филм)
Човјекова судбина (рус. Судьба человека) је совјетски играни филм из 1959. године у режији Сергеја Бондарчука. Сценарио су по мотивима Шолоховог истоименог романа заједно написали Јури Лукин и Фјодор Шахмагонов.
Снимљен је у црно-бијелој техници, а у главној улози наступа режисер.

## Радња
Прича говори о судбини руског војника Андреја Соколова у вријеме Другог свјетског рата. Преживио је двије страшне године у концентрационом логору, прошао све ужасе рата и изгубио своје најближе... Андреј своју животну трагедију прича случајном сапутнику.

## Улоге
| Глумац            | Улога          |
| ----------------- | -------------- |
| Сергеј Бондарчук  | Андреј Соколов |
| Зинаида Киријенко | Ирина          |
| Павел Борискин    | Вања           |
| Јури Аверин       | Милер          |